# Sedicicorto International Film Festival
Il Sedicicorto International Film Festival è un festival cinematografico competitivo italiano con sede a Forlì dedicato ai cortometraggi italiani e stranieri. È stato fondato nel 2004 da Gianluca Castellini, direttore artistico e presidente dell'Associazione Sedicicorto.

## Storia
L'idea di un festival di cortometraggi in Romagna fu in origine proposta da un fotografo argentino durante un corso di regia che tenne a Forlì nell'ottobre del 2003. Il progetto non poté svilupparsi poiché l'insegnante rimpatriò per motivi familiari, ma uno dei suoi studenti, Gianluca Castellini, appassionato di cinema e affascinato dal Bellaria Film Festival, decise di portare avanti l'idea. Nel marzo 2004, fondò a questo scopo l'associazione di cinema Sedicicorto e nel mese di ottobre allestì la prima edizione.
Il nome Sedicicorto è un gioco di parole. Per scegliere il nome del festival, Castellini si confrontava con i suoi amici e chiedeva loro: "Se dici corto, cosa ti viene in mente?". L'incipit della domanda diede quindi forma al titolo, spesso abbreviato con 16Corto.

## Programma
Il festival prevede cinque sezioni competitive. Si possono candidare tutti i cortometraggi prodotti entro i due anni precedenti l'edizione del festival, con durata massima di 40 minuti. La selezione ufficiale conta circa trenta film in concorso per ogni sezione per un totale di oltre duecento film. 
- sezione Movie – film narrativi internazionali (dal 2005)
- sezione CortItalia – film nazionali, suddivisa in CortoInloco per i film prodotti in Emilia-Romagna (dal 2004)
- sezione AnimaLab – film d'animazione internazionali sperimentali (dal 2006)
- sezione AniMare – film d'animazione internazionali per bambini (dal 2005)
- sezione No+D2 –  film della durata massima di 2 minuti (dal 2005)

Accanto alle sezioni ufficiali il festival propone annualmente proiezioni fuori concorso. Dal 2018 è stato allestito un focus di approfondimento che celebra i cortometraggi prodotti in Iran. Le proiezioni sono pubbliche e si svolgono a pagamento nei teatri del centro storico di Forlì. Nel 2020, a causa della pandemia di COVID-19, una parte del festival si è svolta online sulla piattaforma on demand di MYmovies.it.

## I premi
Al termine della rassegna, per ogni sezione vengono attribuiti un premio di giuria, un premio del pubblico e una menzione speciale. A questi si aggiungono altri cinque riconoscimenti istituiti dalle associazioni di supporto. La cerimonia di assegnazione si svolge nel mese di ottobre al Teatro San Luigi.

## I vincitori
Nel 2004, vinse la prima edizione del festival il cortometraggio Dead Line diretto da Massimo Coglitore. A partire dal 2005 furono assegnati premi distinti in ciascuna sezione, fra le quali film straniero (sezione Movie) e film italiano (sezione CortItalia).
Miglior film straniero
- 2005: El soñador, regia di Oskar Santos (Spagna)
- 2006: Talking with angels, regia di Yousaf Ali Kahn (Regno Unito)
- 2007: À bras le corps, regia di Katell Quillévéré (Francia)
- 2008: Toyland, regia di Jochen Freydank (Germania)
- 2009: The ground beneath, regia di René Hernandez (Australia)
- 2010: Venus vs Me, regia di Nathalie Teirlinck (Belgio)
- 2011: Land of the heroes, regia di Sahim Omar Kalifa (Belgio)
- 2012: Where does the sea flow?, regia di Vitaly Saltykov (Russia)
- 2013: Curfew, regia di Shawn Christensen (USA)
- 2014: Xe tải của bố, regia di Mauricio Osaki (Brasile)
- 2015: Ses souffles, regia di Just Philippot (Francia)
- 2016: El adiós, regia di Clara Roquet (Spagna)
- 2017: Chasse royale, regia di Romane Gueret e Lise Akoka (Francia)
- 2018: Deer boy, regia di Katarzyna Gondek (Polonia)
- 2019: Bajo la sombra del guacarí, regia di Greg Mendez (Colombia)
- 2020: The Present, regia di Farah Nabulsi (Palestina)

Miglior film italiano
- 2005: Il corridoio, regia di Vittorio Badini Confalonieri
- 2006: Rosso Fango, regia di Paolo Ameli
- 2007: Il caso Ordero, regia di Marzio Mirabella
- 2008: Il torneo, regia di Michele Alhaique
- 2009: L'arbitro, regia di Paolo Zucca
- 2010: Habibi, regia di Davide Del Degan
- 2011: Unfinished Italy, regia di Benoit Felici
- 2012: Cusutu n' coddu, regia di Giovanni La Pàrola
- 2013: Genesi, regia di Donatella Altieri
- 2014: Tacco 12, regia di Valerio Vestoso
- 2015: Child K, regia di Roberto de Feo e Vito Palumbo
- 2016: Bellissima, regia di Alessandro Capitani
- 2017: A casa mia, regia di Mario Piredda
- 2018: Inanimate, regia di Lucia Bulgheroni
- 2019: Indimenticabile, regia di Gianluca Santoni
- 2020: Settembre di Giulia Steigerwalt; La grande onda di Francesco Tortorella